# Magnus Alkarp
Magnus Alkarp (Upsália, 31 de março, 1959), é um arqueólogo e autor sueco, especialista na pré-história de Upsália.
Alkarp estudou Música e Composição de 1977 a 1980 em Gotemburgo. Ele especializou-se em jazz e música sacra. Além de dedicar-se à Dramaturgia e Roteirismo. De 1980 a 1985, trabalhou como compositor no Teatro sueco (Svenska Riksteatern).
Na Universidade de Upsália, ele estudou Arqueologia e ocupa-se da história de Upsália e da transição dos Viquingues para a Idade Média na Suécia. Ele também pesquisou a influência da arqueologia sueca durante o Nazismo alemão, no período de 1933 a 1940.
A partir de 1996, ele ficou também conhecido como autor de ficção, quando publicou seu primeiro romance De gyllene åren. Em 1999 seguiu-se o romance histórico Mästaren vid vägens slut.